# Kaloum

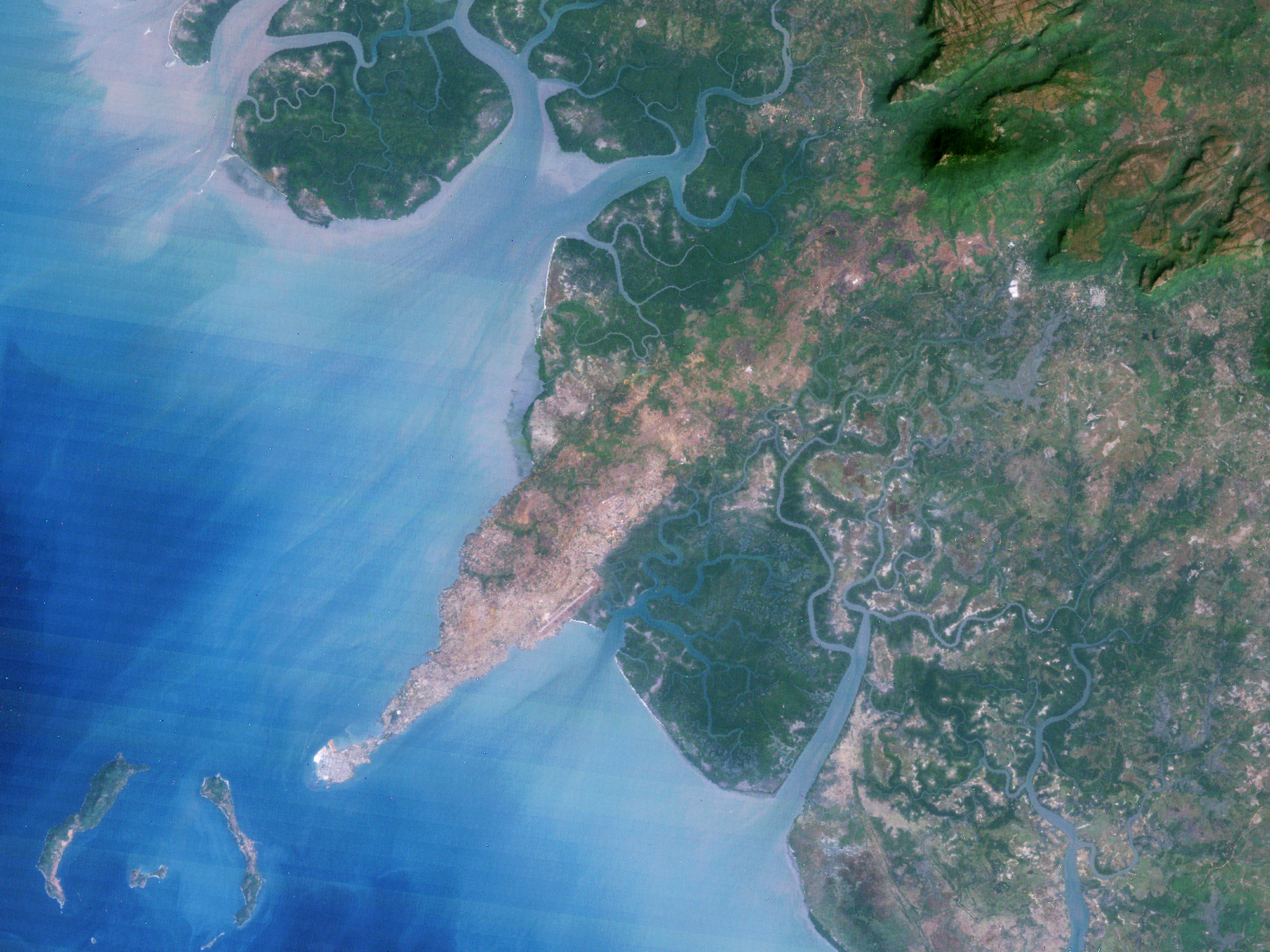
Presqu’ile de Kaloum.

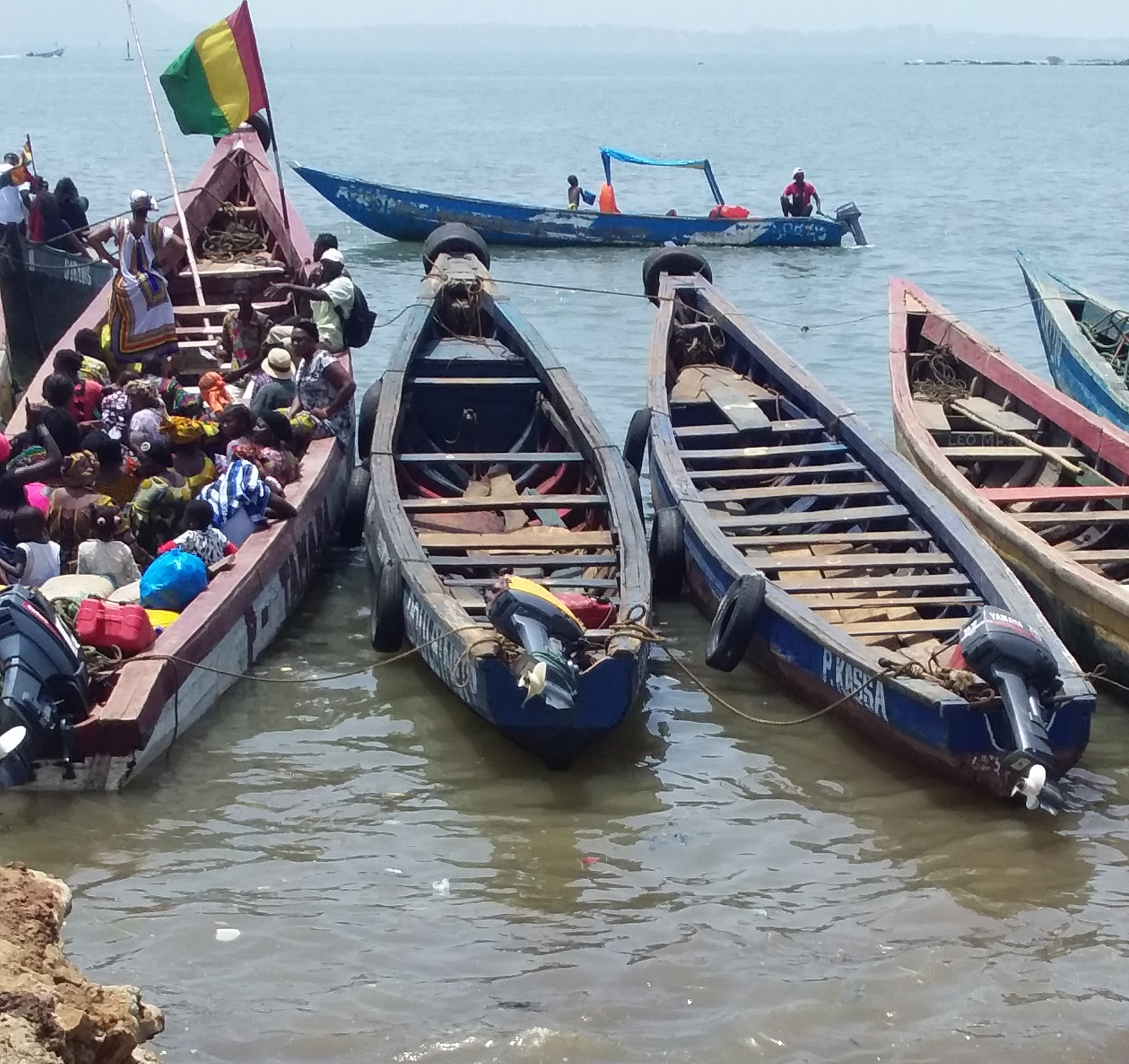
Port de pêche.

Kaloum, appelée aussi « Presqu'île de Kaloum », est l'une des douze communes de la ville de Conakry, capitale de la Guinée ; Elle constitue le centre-ville de Conakry. Elle a une superficie estimée à 5,04 km2 et un pourtour de 15 km. 

## Historique
Du point de vue administratif, c'est le chef-lieu et le nom d'une sous-préfecture de la préfecture de Conakry.
On y trouve le siège du gouvernement et celui de l'Assemblée nationale, le palais présidentiel, les ministères, les ambassades et les banques. C'est là que se trouvent aussi le port autonome et le port de pêche artisanal. L'hôpital Ignace Deen, l'un des premiers du pays, y a été construit à l'époque coloniale. La culture y est représentée notamment par le Musée national de Sandervalia.

## Population
À partir d'une extrapolation du recensement de 2014 (RGPH3), la population de Kaloum a été estimée à 66 797 personnes en 2016.

## Quartiers

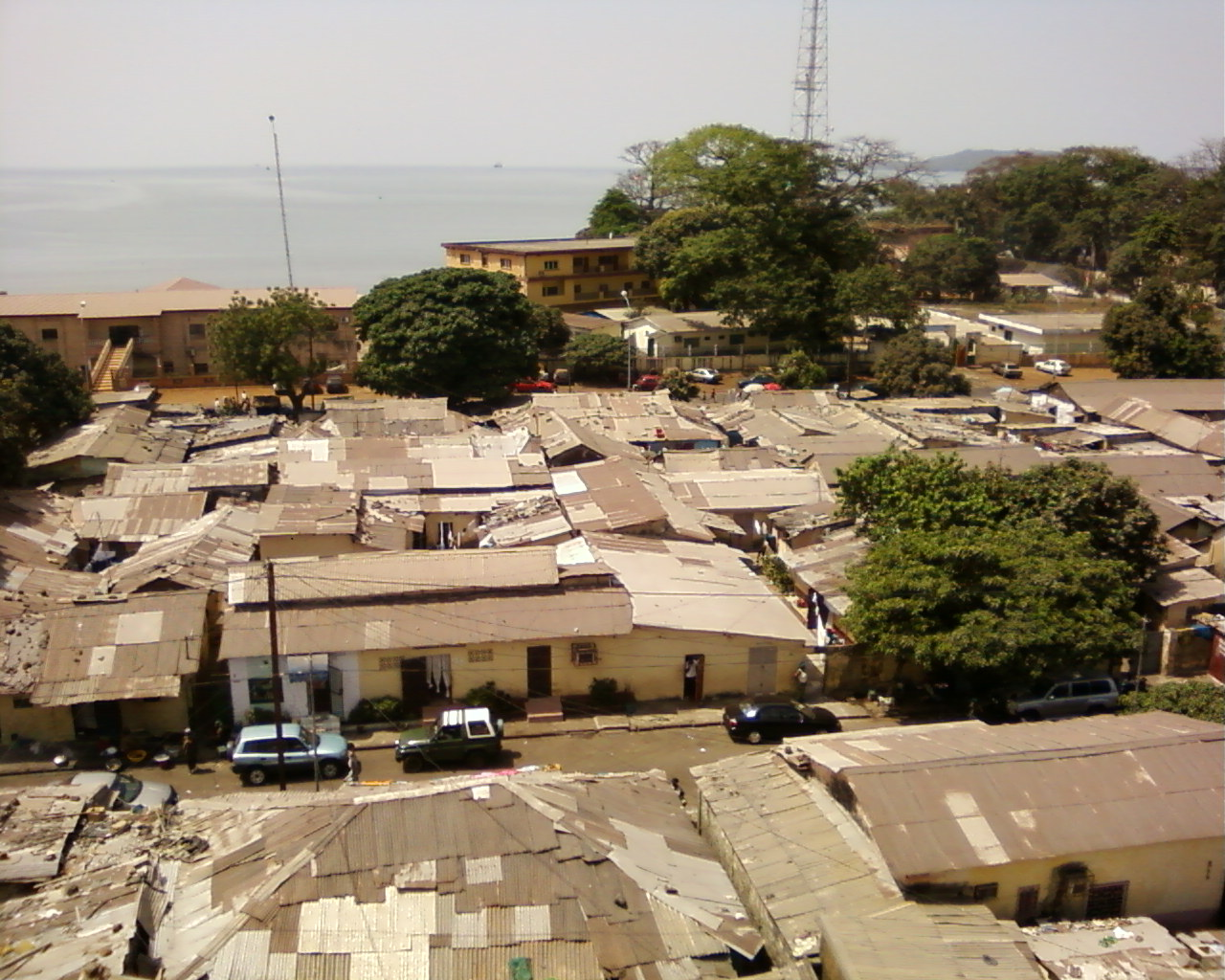
Les toits de Manquepas.

Kaloum abrite aussi des zones résidentielles et des bidonvilles. Les principaux quartiers de la commune sont : Almamya, Boulbinet, Coronthie, Kaloum, Kouléwondy, Manquepas, Sandervalia, Sans-fil, Témitaye, Tombo.

## Personnalités

### Liste des maires
| N° | Noms                   | Début           | Fin             |
| -- | ---------------------- | --------------- | --------------- |
| 01 | Aminata Touré          | 04 février 2018 | 12 janvier 2022 |
| 01 | Bangaly Ayach Bangoura | 23 avril 2024   | En cours        |

### Député
| N° | Noms         | Début           | Fin              |
| -- | ------------ | --------------- | ---------------- |
| 01 | Baidy Aribot | 2017            |                  |
| 02 | Cheick Touré | 05 Octobre 2018 |                  |
| 03 | Mohamed Diop | mars 2020       | 5 septembre 2021 |